# Wim Overgaauw

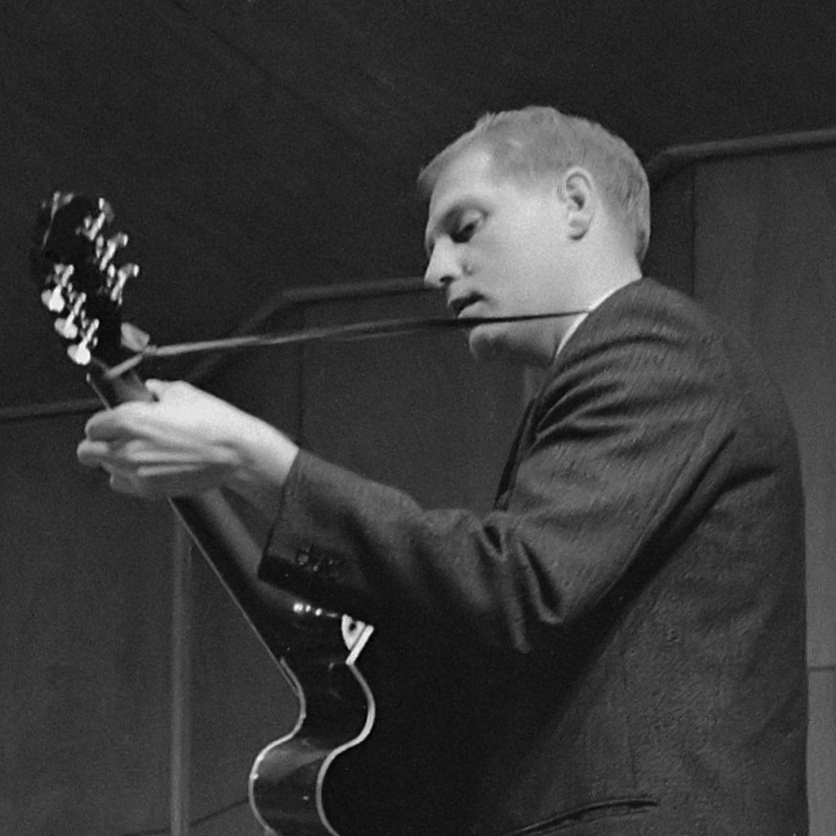
Wim Overgaauw (1960)

Wim Overgaauw (* 23. November 1929 in Hilversum; † 30. November 1995 ebenda) war ein niederländischer Jazzgitarrist. Er gilt als der einflussreichste Musiker seines Instruments in den Niederlanden.

## Leben

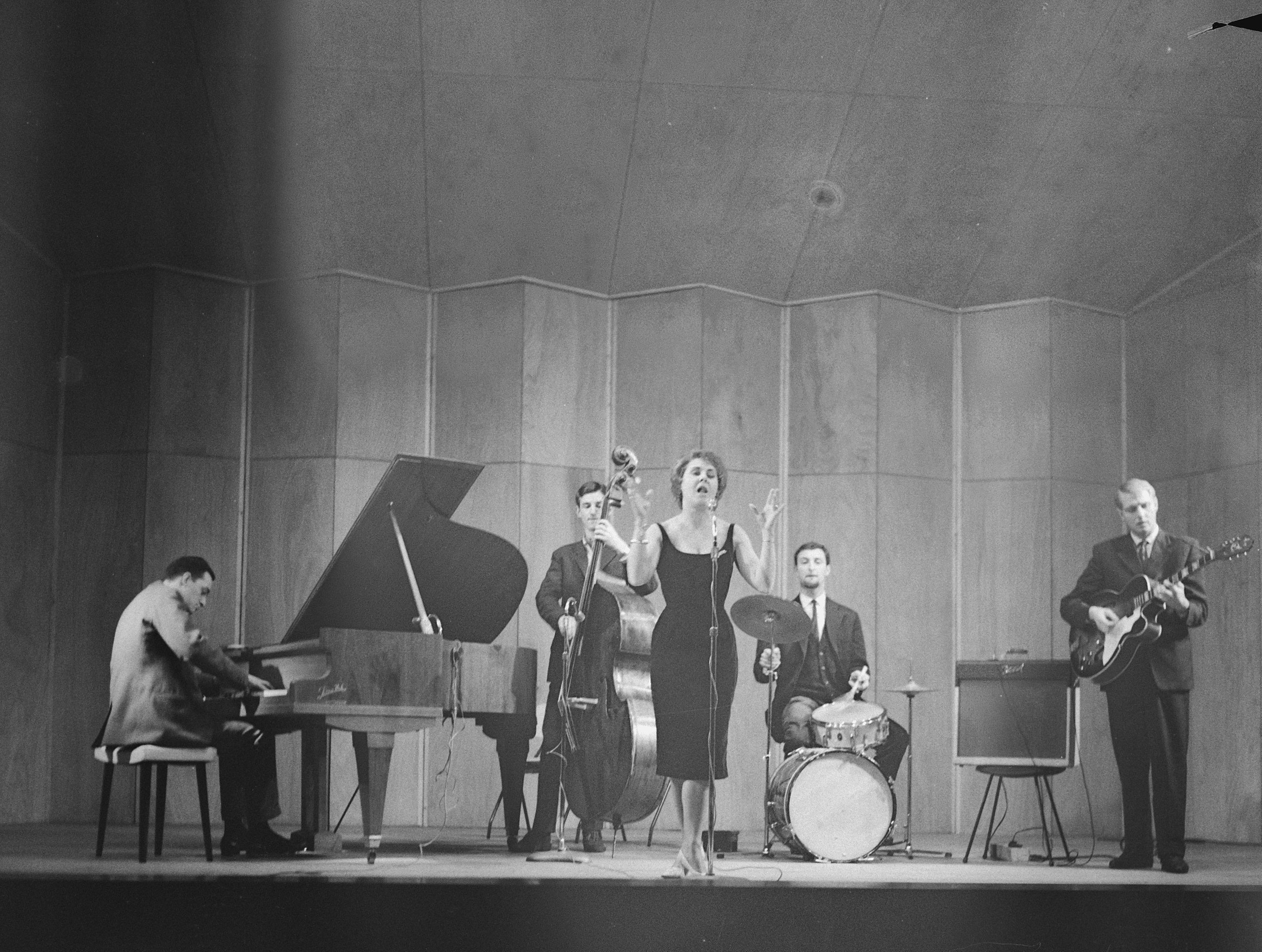
V. l. n. r.: Pim Jacobs, Ruud Jacobs, Rita Reys, Cees See und Wim Overgaauw (1960)

Overgaauw begann als Violinist und spielte auch zwei Jahre in einem Streichorchester. Dann wechselte er zur Gitarre und trat in amerikanischen Militärclubs mit Nick Vollebregt auf. Er ist vor allem bekannt durch seine Mitgliedschaft im Trio von Pim Jacobs mit der Sängerin Rita Reys in den 1960er Jahren; er spielte in den 1950er Jahren auch mit Wessel Ilcken und leitete später eigene Gruppen. Er nahm aber auch zum Beispiel mit Lee Konitz auf und begleitete Cannonball Adderley, Sam Jones und Jimmy Raney. Lange Jahre war er Dozent am Konservatorium in Hilversum, wo u. a. Jesse van Ruller und Maarten van der Grinten zu seinen Schülern zählten. Von Natur aus bescheiden mied er zuletzt öffentliche Auftritte. In einem Interview 1994 äußerte er, teilweise mehr von seinen Schülern und jüngeren Gitarristen wie David Gilmore aus der Band von Steve Coleman beeinflusst zu sein. Er komponierte auch Musik für Film und Fernsehen, gab Gitarren-Workshops und schrieb ein Gitarren-Lehrbuch, „The European Jazz Guitar“.

## Filmografie (Auswahl)
- 1972: Een zeer zonnige wereld (Regie: Pieter De Groot)